# For Lovers Only
For Lovers Only é um filme de romance norte-americano dirigido por Michael Polish e lançado em 2011.